# Othmane Maamma
Othmane Maamma, né le 6 octobre 2005 à Alès en France, est un footballeur franco-marocain qui évolue au poste d'attaquant au Watford FC.

## Biographie

### Carrière en club
Né à Alès, Maamma commence sa formation footballistique en 2016 au Gazelec Sportif Gardois de Nîmes. Il y évolue pendant deux saisons avant de rejoindre l’AC arlésien, puis, plus tard, le centre de formation du Montpellier HSC.
Après avoir fait ses débuts lors de la saison 2021-2022 avec les moins de 19 ans en Coupe Gambardella et en championnat, il s’impose en 2022-2023 comme titulaire régulier avec les moins de 19 ans (23 matchs, sept buts) et joue huit matchs avec l’équipe réserve évoluant en National 3.
Après d’autres apparitions avec les U19 et la réserve, Maamma fait ses débuts en Ligue 1 le 12 mai 2024 (33e journée), entrant en jeu lors d’une défaite 2-0 contre l’AS Monaco. Lors de la dernière journée, il est titularisé contre le RC Lens. Il marque les esprits et surtout son premier but en professionnel sur une passe de Silvan Hefti, devenant ainsi le 3e plus jeune buteur de l'histoire de son club.
À l'été 2024, il signe son premier contrat professionnel avec Montpellier.

### En sélection
Maamma est convoqué dès septembre 2023 en équipe du Maroc des moins de 20 ans, pour deux matchs amicaux contre la Belgique.

## Palmarès

### En sélection
- Maroc -20 ans
  - Coupe d'Afrique des nations
    -  Finaliste en 2025

### Distinctions individuelles
- 2025 : Dans l'équipe-type de la CAN U20[10],[11],[12]

## Statistiques

### En club
| Saison                | Club                  | Championnat           | Championnat | Championnat | Championnat | Coupe(s) nationale(s) | Coupe(s) nationale(s) | Coupe(s) nationale(s) | Total | Total | Total |
| Saison                | Club                  | Division              | M.          | B.          | P.d.        | M.                    | B.                    | P.d.                  | M.    | B.    | P.d.  |
| 2022-2023             | Montpellier HSC rés.  | National 3            | 8           | 2           | 0           | -                     | -                     | -                     | 8     | 2     | 0     |
| 2023-2024             | Montpellier HSC rés.  | National 3            | 18          | 5           | 1           | -                     | -                     | -                     | 18    | 5     | 1     |
| 2024-2025             | Montpellier HSC rés.  | National 3            | 2           | 1           | 0           | -                     | -                     | -                     | 2     | 1     | 0     |
| Sous-total            | Sous-total            | Sous-total            | 28          | 8           | 1           | -                     | -                     | -                     | 28    | 8     | 1     |
| 2023-2024             | Montpellier HSC       | Ligue 1               | 2           | 1           | 0           | 0                     | 0                     | 0                     | 2     | 1     | 0     |
| 2024-2025             | Montpellier HSC       | Ligue 1               | 8           | 1           | 1           | 0                     | 0                     | 0                     | 8     | 1     | 1     |
| Sous-total            | Sous-total            | Sous-total            | 10          | 2           | 1           | 0                     | 0                     | 0                     | 10    | 2     | 1     |
| Total sur la carrière | Total sur la carrière | Total sur la carrière | 38          | 10          | 2           | 0                     | 0                     | 0                     | 38    | 10    | 2     |